# Mousab Adam Ali
Mousab Adam Ali  (né le 17 avril 1995) est un athlète qatarien, spécialiste du demi-fond.

## Carrière
Adam Ali Mousab remporte aux Championnats d'Asie juniors d'athlétisme 2014 à Taipei la médaille d'or du 5 000 mètres ainsi que la médaille d'or du 3 000 mètres steeple.
Aux Championnats d'Asie d'athlétisme 2019 à Doha, il est médaillé de bronze du 1 500 mètres.
Il participe aux séries du 1 500 mètres masculin aux Jeux olympiques d'été de 2020 à Tokyo, terminant 15e, une place non qualificative pour la finale.